# New ガンダムブレイカー
『New ガンダムブレイカー』（ニュー ガンダムブレイカー）は、バンダイナムコエンターテインメントより2018年6月21日に発売されたPlayStation 4用ゲームソフト。

## 解説
ガンプラを題材にしたアクションゲーム『ガンダムブレイカー』シリーズの第4作。
通常版のほか、『ガンダムビルドファイターズ』シリーズや『ガンダムブレイカー』シリーズの楽曲20曲を収録した「ビルドGサウンドエディション」、さらに限定ガンプラが付属した「プレミアムエディション」も同時発売。
タイトルを『ガンダムブレイカー4』としなかった理由としては、遊び方が従来の作品からかなり変わったことや、本作から世界展開を考えていることから「New」と名付けられた。前作『ガンダムブレイカー3』までは4人までの協力プレイが可能だったが、本作では3人対3人の協力・対戦プレイにも対応する。また、前作までは入手したパーツは戦闘終了後のハンガーでしかセットアップできなかったが、本作ではガンプラバトル中の装着も可能になった。舞台設定は1はお台場のイベント、2はシリアスな未来(という設定のVRゲーム)、3は商店街だったが、本作では「ガンブレ学園」となっている。これは2014年に放送されたアニメ『ガンダムビルドファイターズトライ』が学園物で人気を博したことから採用された。
前作に登場したプレイアブル機体で使用できなくなるものは基本的には無く、さらに新機体が追加される。ただし、SDガンダム系は本作には登場しない。
ガンダムゲームシリーズで初めてSteam版が発売されている。

## 登場人物
主人公
本作の主人公。私立ガンブレ学園に転校してきた2年生。デフォルトネームはキョウスケだが変更可能。
初期使用ガンプラはRX-78-2 ガンダム。
ミカグラ・ユイ
声 - 東山奈央
ガンブレ学園の3年生。主人公の幼馴染だが年上なので姉さんぶる癖がある。
使用ガンプラはガンダム・リリィ。
コウラ・イオリ
声 - 伊瀬茉莉也
ガンブレ学園の2年生。主人公のクラスの委員長。
普段はおとなしいが、ガンプラバトルに入ると性格が変わる。
使用ガンブラはガンダム・サファイア。
オオトリ・リョウコ
声 - 井上麻里奈
ガンブレ学園の3年生。現生徒会書記。
生徒会傘下のガンプラバトルチーム「ラプラスの盾」のチームリーダーでもある。
使用ガンプラはガンダム・パルフェノワール。
サクライ・マリカ
声 - 村川梨衣
ガンブレ学園の1年生。引っ込み思案だが、好きなことに関しては話し出すと止まらなくなってしまうことも。
バトルは苦手だが、ガンプラの組み立てが得意でフレームに関する知識は深い。
使用ガンプラはガンダム・マリカマル。
カミサカ・チナツ
声 - 佐倉綾音
ガンブレ学園の2年生。イオリとは幼なじみ。
可愛いものが好きで、使用するガンプラも可愛くデコレーションされたものを使う。
使用ガンプラはマックスキュート・ガンダム。
ダイクウジ・シオン
声 - 上坂すみれ
ガンブレ学園の2年生。
学園のアイドル的存在で、臣下(ファン)によって作られたチーム「シオン公国」のリーダーでもある。定期的にライブ活動を行っている。
主人公のことは「大佐」と呼び自分の親衛隊長としている。
使用ガンプラはダイクウジ・シオン専用ガンダム
アイダ・シエ
声 - 内田真礼
主人公の担任の先生。
座学よりも実戦が好きで、バトルルームでの授業が多い。
RECOCO
声 - ???
第08ガンプラ部のバトルシミュレーターを起動したところ、突如乱入してきた謎の人物。
姿はアバターで、これは好きなアニメのキャラクターを参考にしているらしい。
学園のことや生徒のことに詳しく、ハッキングも得意なようだ。
その正体は…？
使用ガンプラはガンダム・グリーンドール。
モリタ・ショウゴ
声 - 小野坂昌也
ガンブレ学園の3年生。生徒会傘下のガンプラバトルチーム「ラプラスの盾」のメンバー。
生徒会の威厳を笠に着て、因縁をつけては下級生からパーツを奪うなどしている。バトルの腕はあまりよくない。
サカキ・シモン
声 - 小西克幸
ガンブレ学園の2年生。生徒会傘下のガンプラバトルチーム「ゴールデンコスモス」のリーダー。
ナルシストで親が金持ち。チーム「ゴールデンコスモス」は彼が私財を投じた一級品の設備が特徴で、それ目当てに参加するものも多い。
シロイ・マスミ
声 - 林大地
ガンブレ学園の3年生。生徒会傘下のガンプラバトルチーム「AIRBRUSH of Z」のリーダー。
ガンプラの塗装の腕と塗装に対するこだわりが非常に強い。
シャクノ・リンコ
声 - 小澤亜李
ガンプラバトル実況担当。ガンブレ学園放送部部長。
好きなMSはヴィクトリーガンダム。

## 登場ガンプラ
機体名横の(★)は本作で新規に登場するガンプラ
モビルスーツバリエーション
サイコミュ・システム高機動試験機(★)
機動戦士ガンダム 逆襲のシャア ベルトーチカ・チルドレン
ナイチンゲール(★)
機動戦士ガンダム外伝 THE BLUE DESTINY
イフリート改(★)
機動戦士ガンダム00V
ガンダムアヴァランチエクシアダッシュ(★)
機動戦士ガンダム サンダーボルト
アトラスガンダム(★)
ガンダムビルドダイバーズ
ガンダム AGEIIマグナム(★)
ガンダムビルドファイターズ
スターバーニングガンダム(★)
機動戦士ガンダム 鉄血のオルフェンズ
ガンダムキマリスヴィダール(★)
ガンダムバエル(★)
ガンダムバルバトスルプスレクス(★)
ガンダムビルドファイターズトライ
すーぱーふみな(★)

## 楽曲
テーマソング
Snatchaway
歌 - SKY-HI

## サウンドエディション収録曲
『ビルドGサウンドエディション』に収録されている楽曲。
ガンダムビルドファイターズ
- ニブンノイチ

- 歌：BACK-ON

- wimp ft. Lil' Fang (from FAKY)

- 歌：BACK-ON

- Imagination > Reality

- 歌：AiRI

- 半パン魂

- 歌：ヒャダイン

ガンダムビルドファイターズトライ
- セルリアン

- 歌：BACK-ON

- Just Fly Away

- 歌：EDGE of LIFE

- アメイジング ザ ワールド

- 歌：SCREEN mode

- 迷々コンパスはいらない

- 歌：StylipS

ガンダムビルドファイターズトライ アイランド・ウォーズ
- The Last One

- 歌：BACK-ON

- Roots of Happiness

- 歌：Elizabeth Elias

ガンダムビルドファイターズ GMの逆襲
- Carry on

- 歌：BACK-ON

ガンダムブレイカー
- INFINITY

- 歌：BACK-ON

- Compulsion
- A final showdown

ガンダムブレイカー2
- Silent Trigger

- 歌：BACK-ON

- Point Of No Return
- Slashout

ガンダムブレイカー3
- Mirrors

- 歌：BACK-ON

- Apocalypse
- Hurricane